# Anything But Love
Anything But Love foi um sitcom da televisão americana, que foi ao ar na ABC de 1989 a 1992. O show estrelado por Richard Lewis como Marty Gold e Jamie Lee Curtis como Hannah Miller, ambos, colegas de trabalho em uma revista de Chicago com uma romântica atração mútua uns aos outros, que lutaram para manter o relacionamento estritamente profissional.
O elenco do show também incluiu Ann Magnuson, Richard Frank, Holly Fulger, Sandy Faison, Louis Giambalvo, Billy Van Zandt e Bruce Weitz.